# کوروستن
کوروستن (به روسی: Коростень) شهری در استان ژیتومیر در کشور اوکراین است. جمعیت این شهر ۶۲,۲۸۵ نفر (۲۰۲۱ تخمینی) است.

## نگارخانه

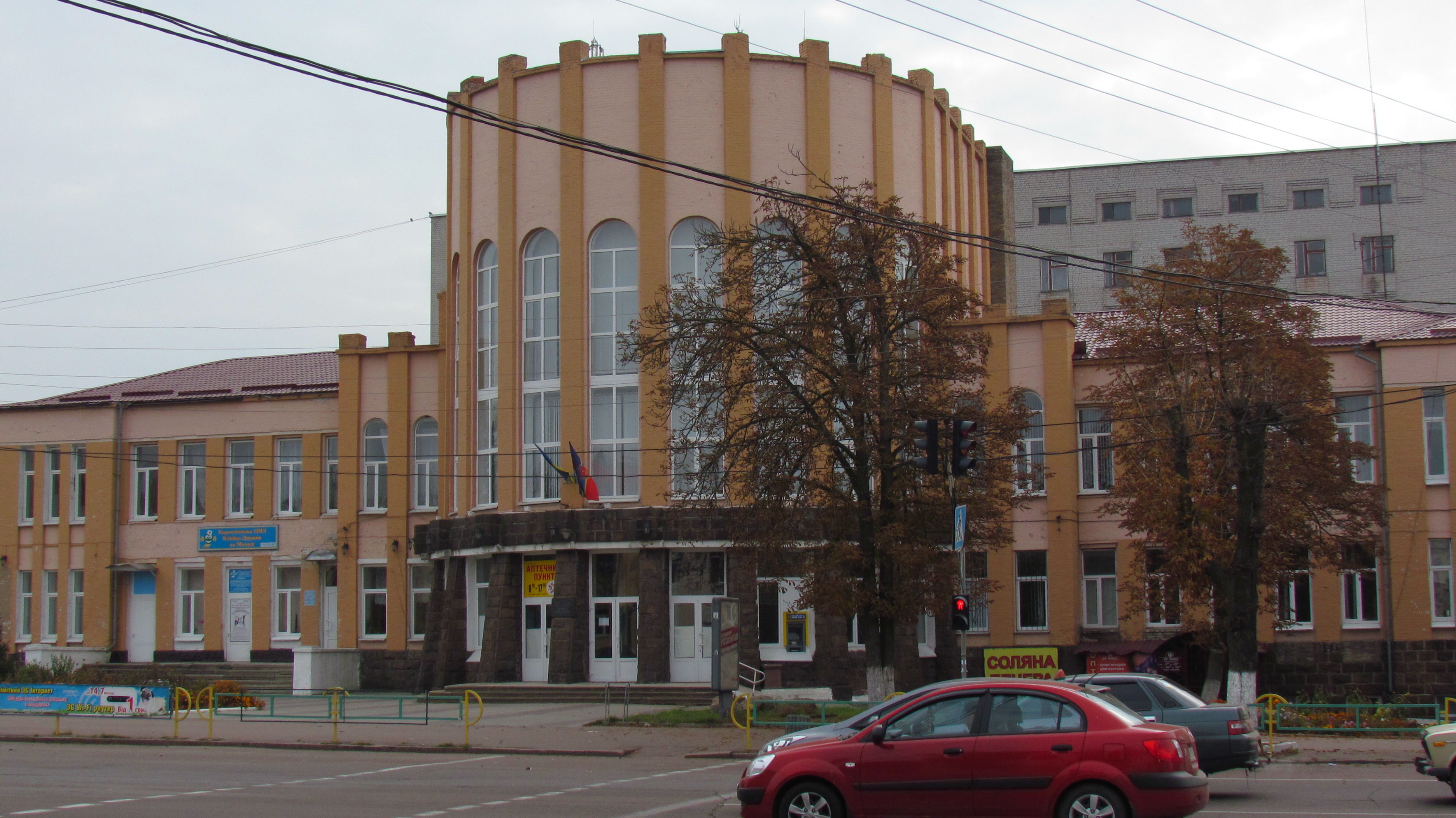
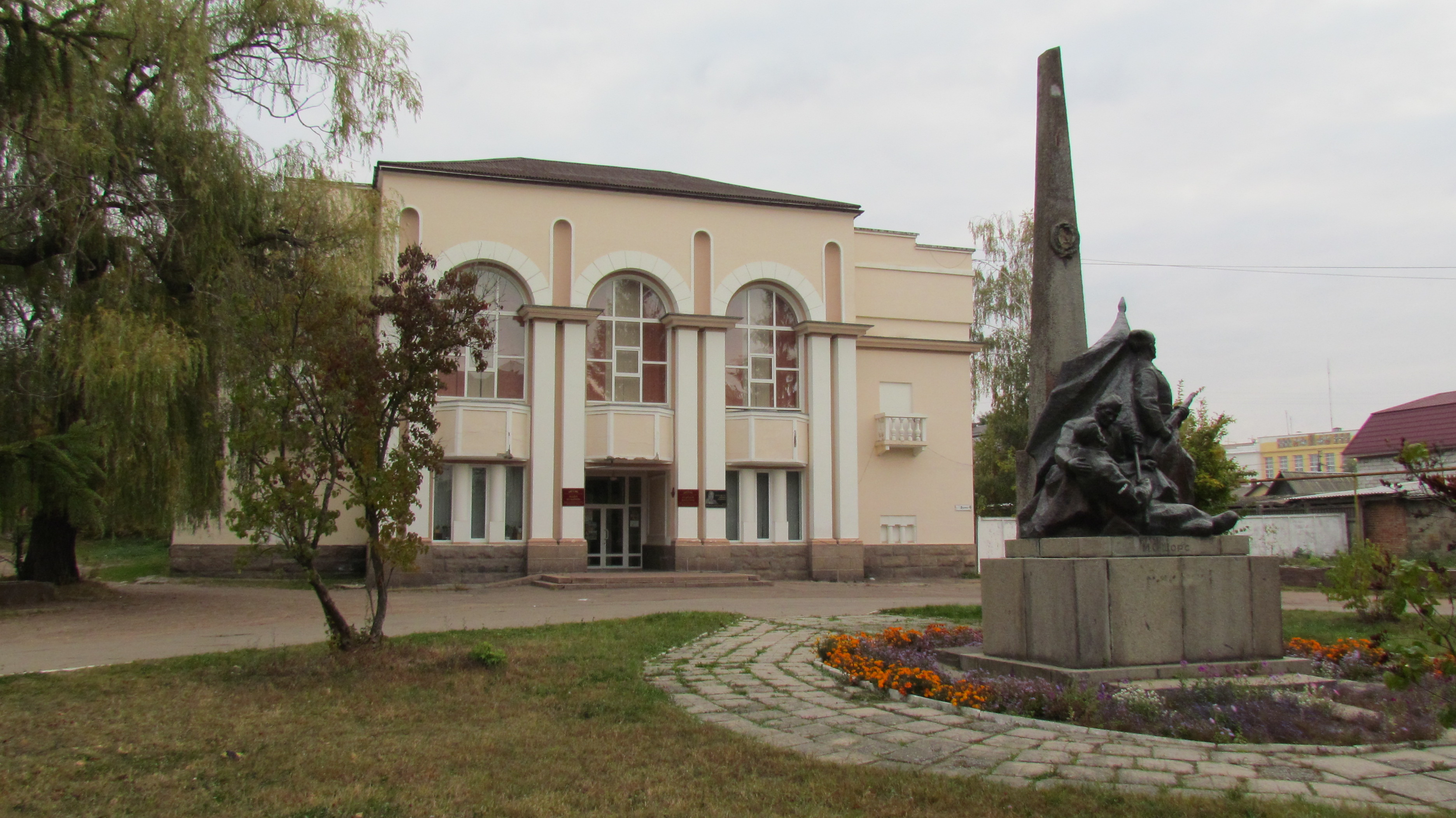
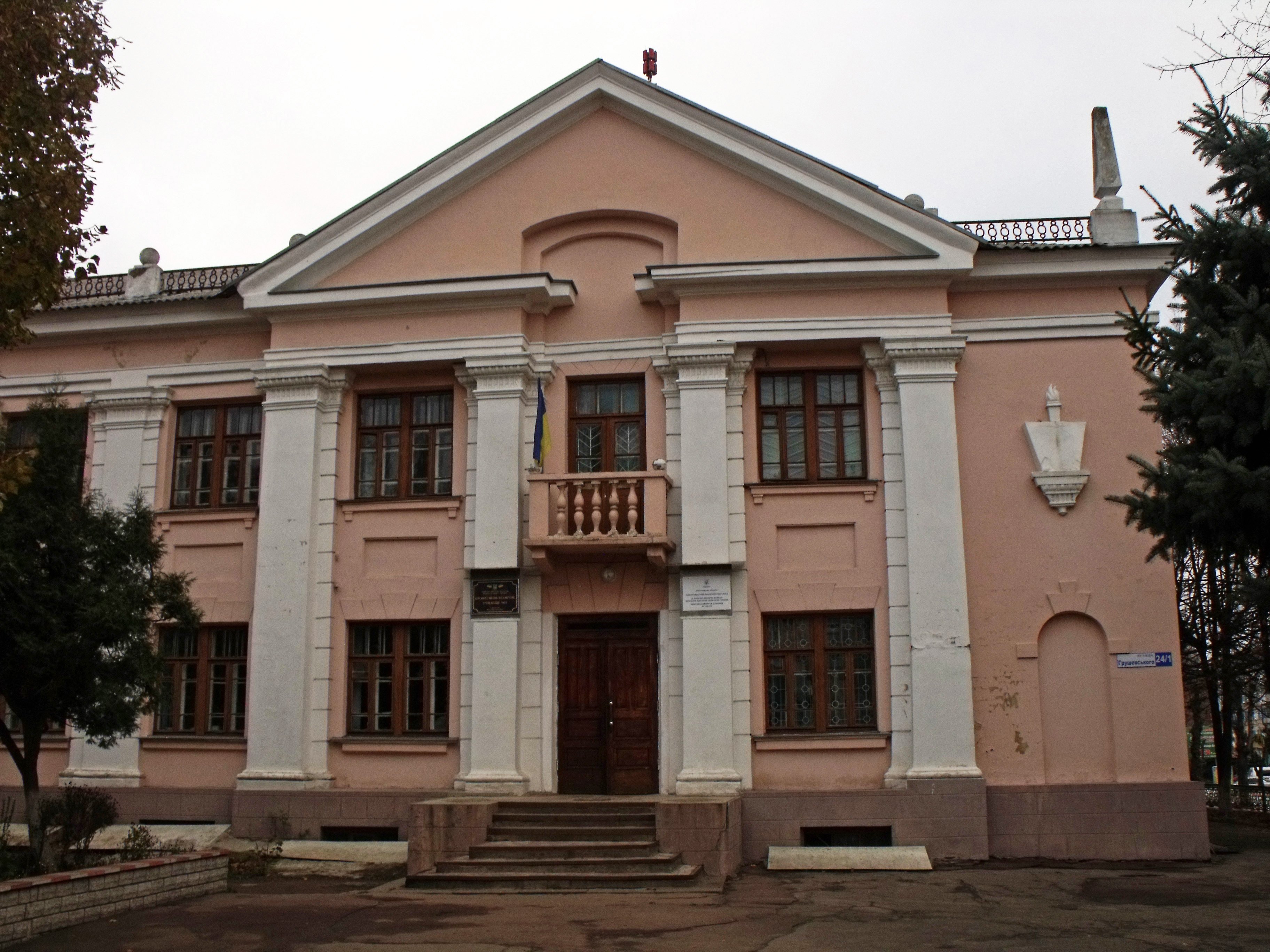
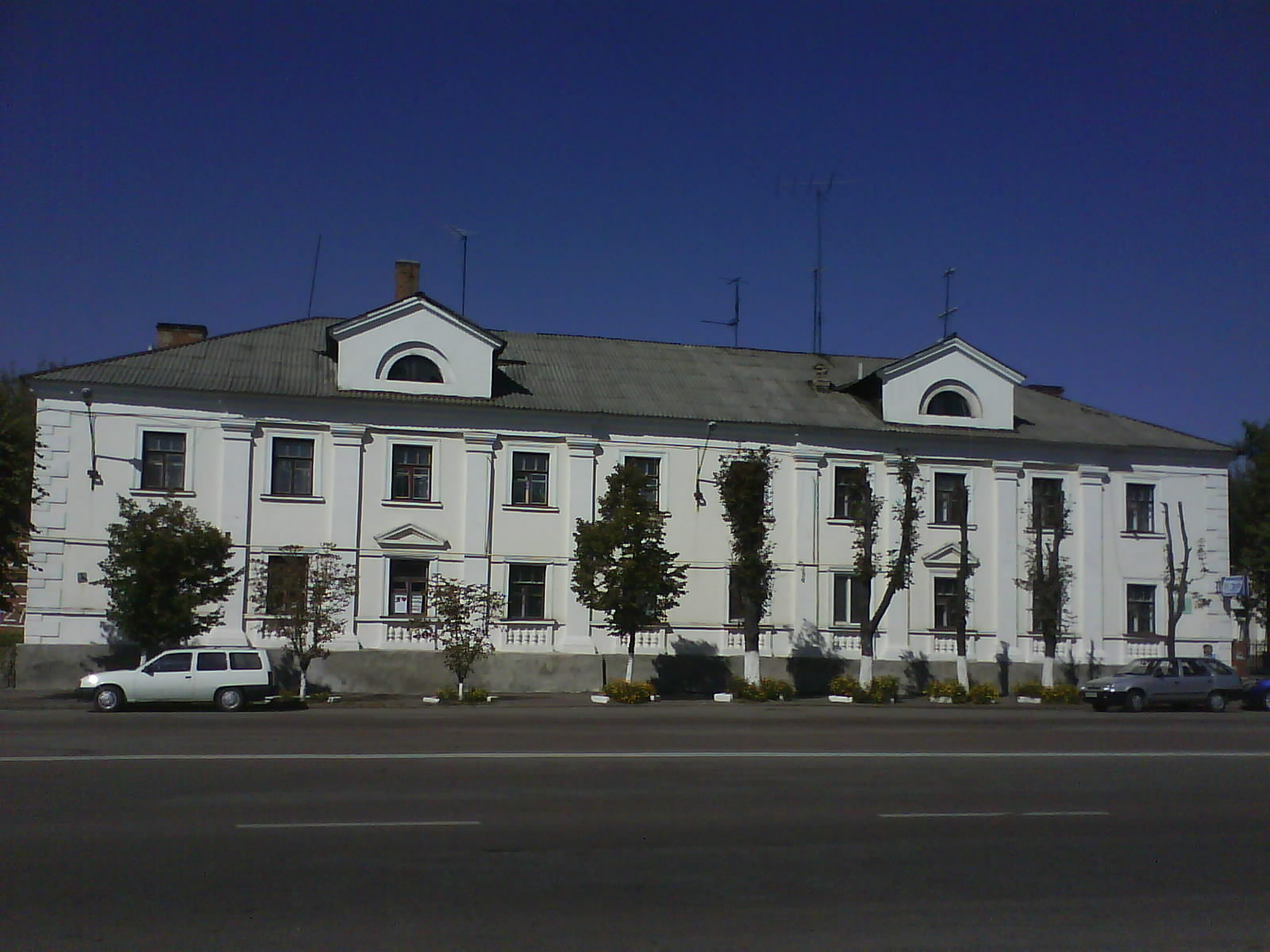
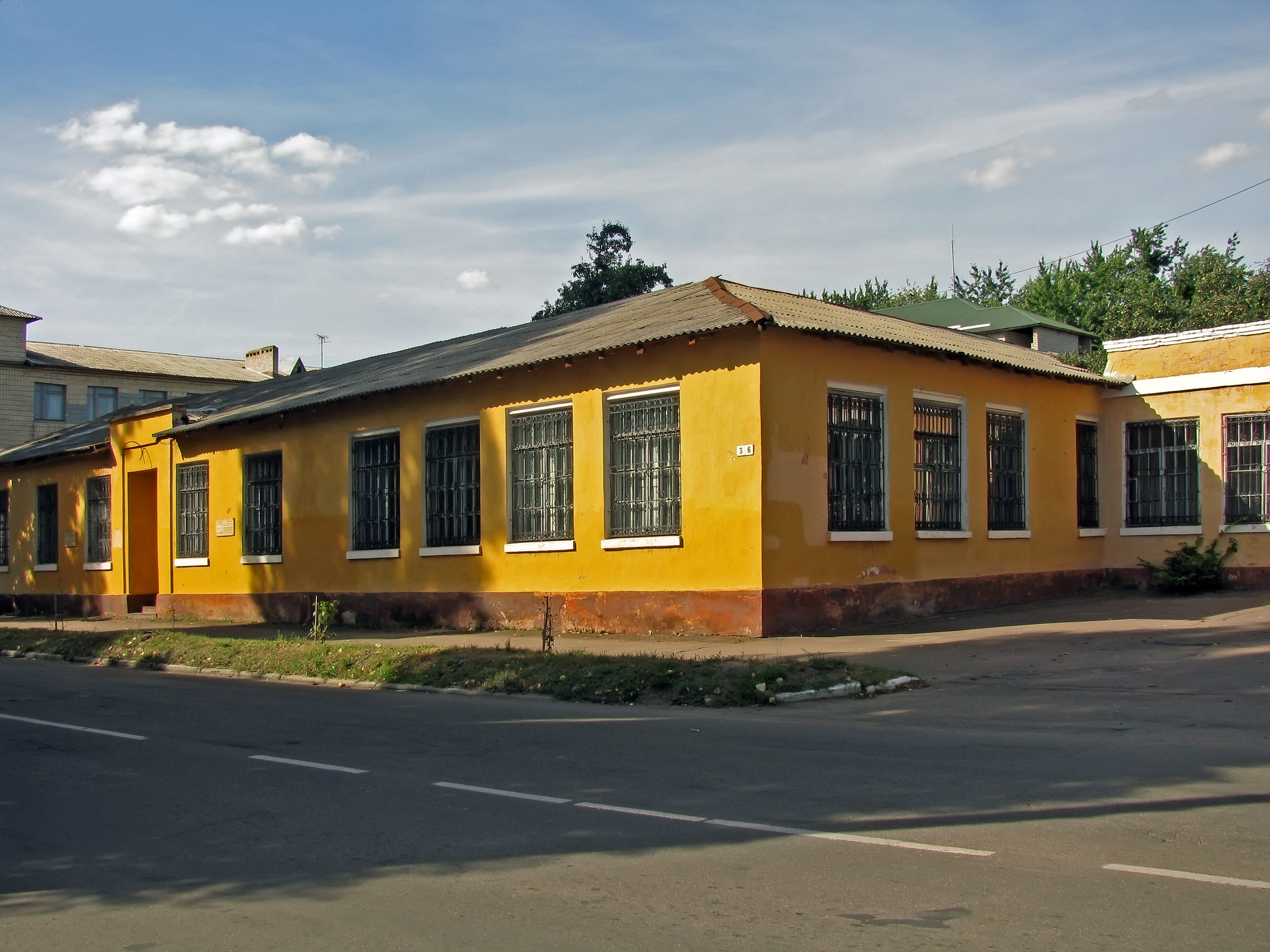
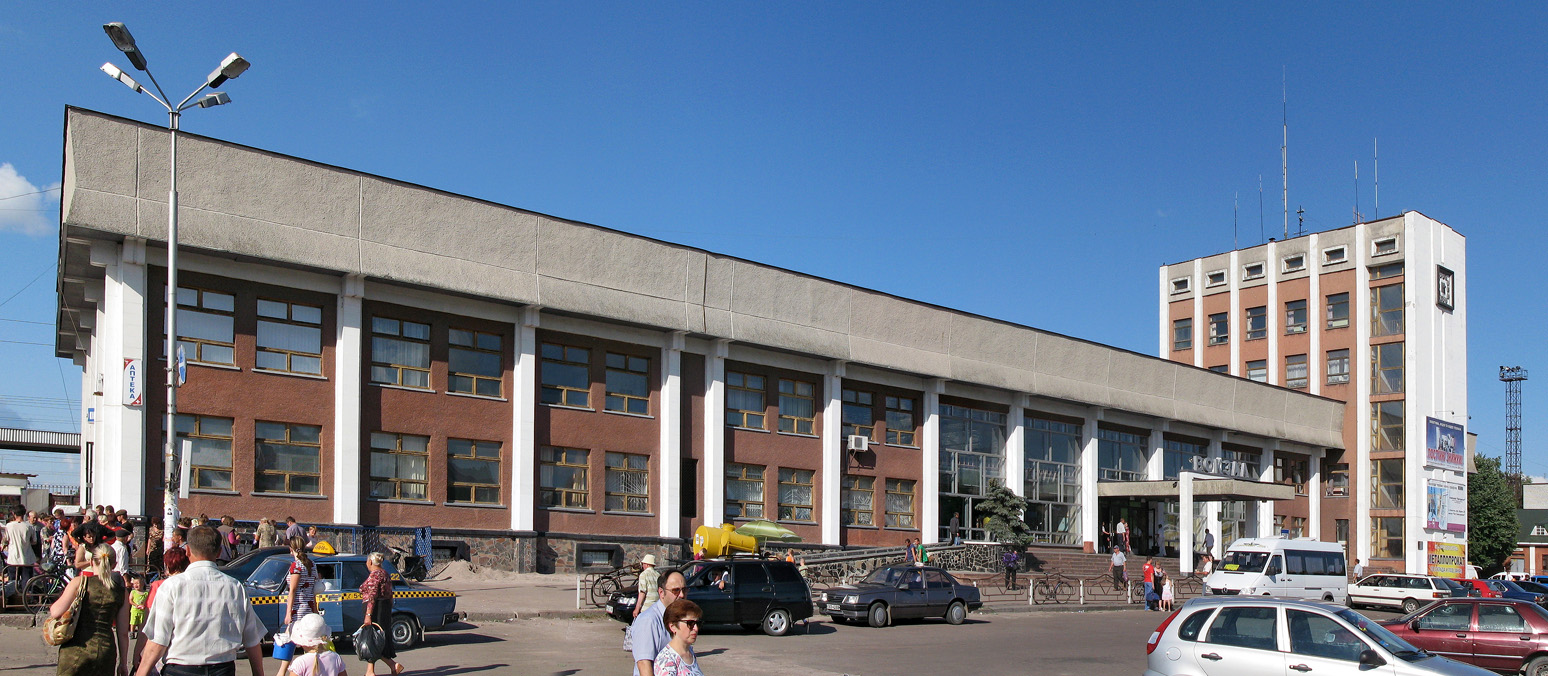
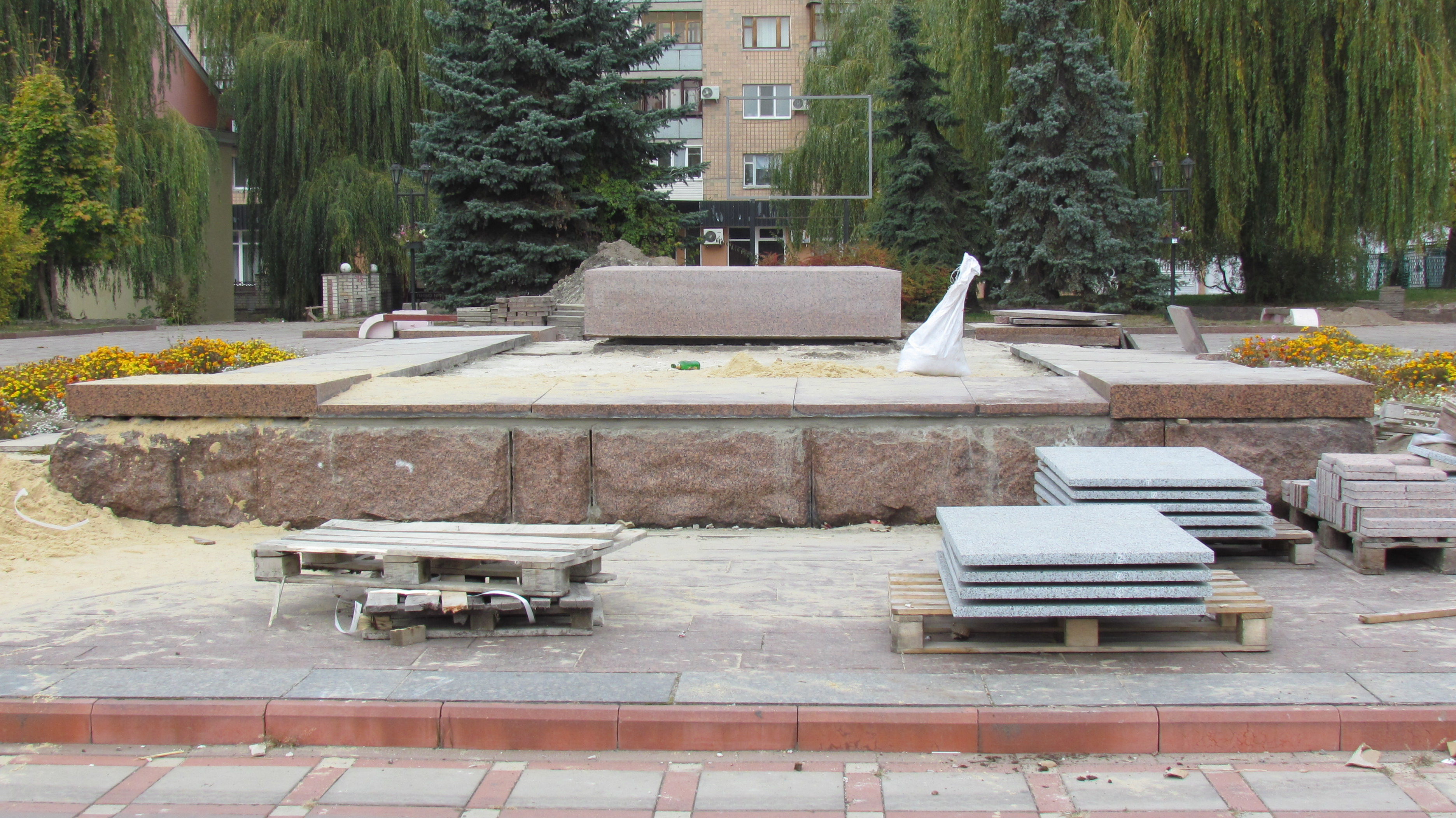
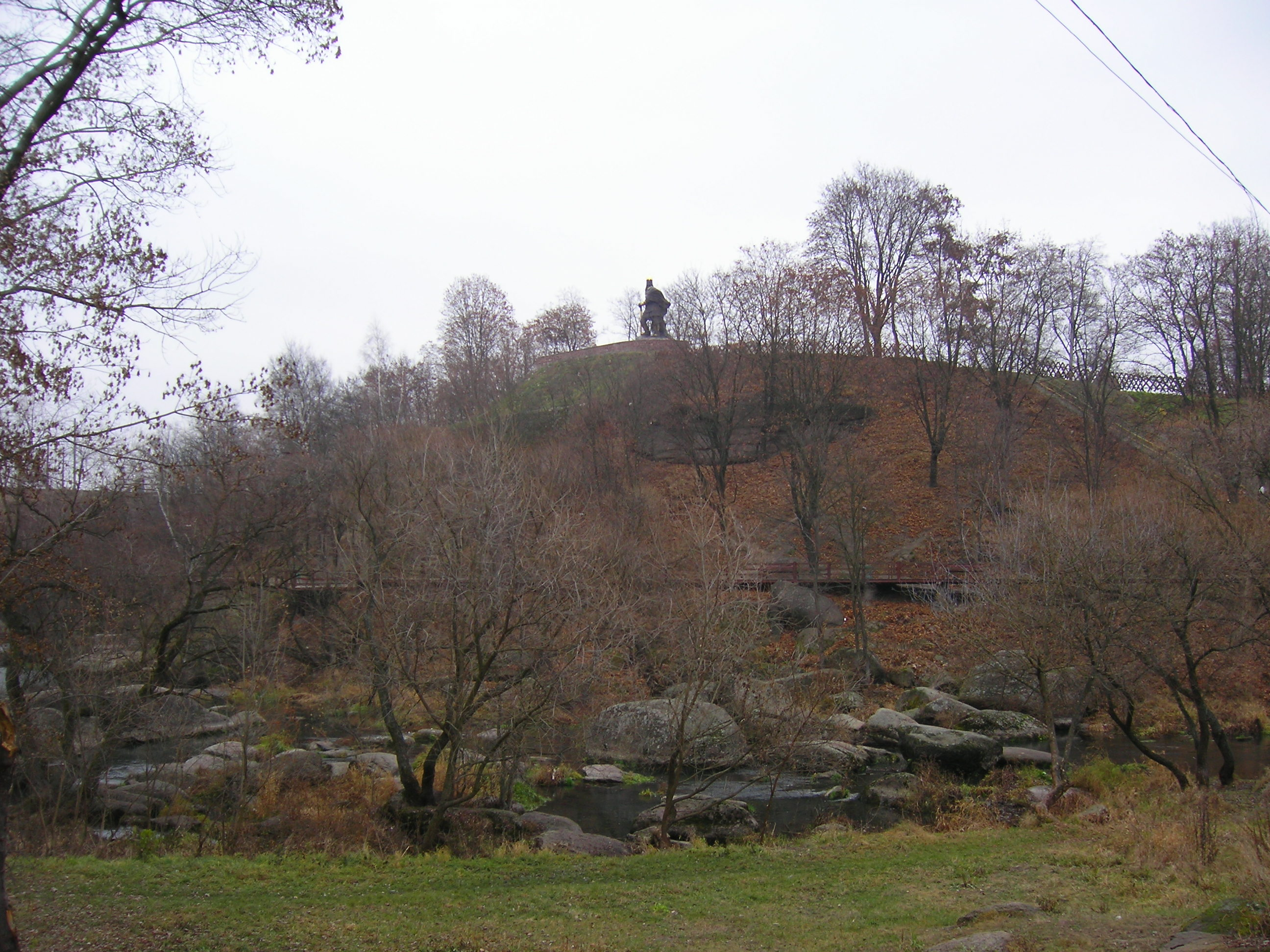
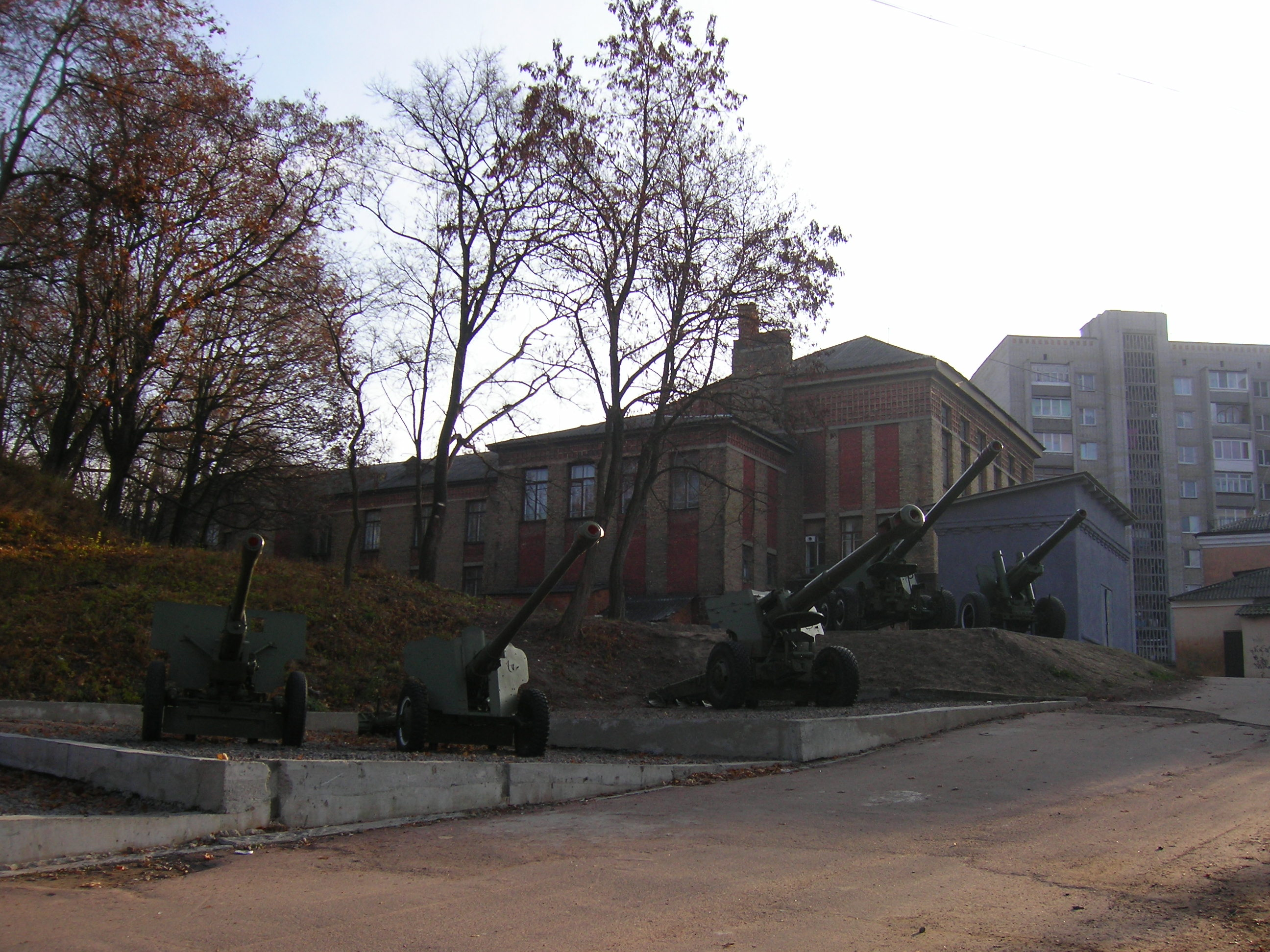